# Vireo plumbeus
A Vireo plumbeus a madarak osztályának verébalakúak (Passeriformes) rendjébe és a lombgébicsfélék (Vireonidae) családja tartozó faj.

## Rendszerezése
A fajt Elliott Coues amerikai ornitológus írta le 1866-ban.

## Alfajai
- Vireo plumbeus gravis A. R. Phillips, 1991
- Vireo plumbeus montanus Van Rossem, 1933
- Vireo plumbeus notius van Tyne, 1933[2] vagy Vireo notius[1]
- Vireo plumbeus plumbeus Coues, 1866[2]

## Előfordulása
Az Amerikai Egyesült Államokban és Mexikóban fészkel, telelni délre vonul, eljut Belize, Guatemala, Honduras és Salvador területére. A természetes élőhelye hegyi mérsékel övi erdők, valamint szubtrópusi és trópusi hegyi esőerdők.

## Megjelenése
Testhossza 14 centiméter, testtömege 12–20,3 gramm.

## Életmódja
Ízeltlábúakkal táplálkozik.

## Természetvédelmi helyzete
Nagy az elterjedési területe, egyedszáma stabil. A Természetvédelmi Világszövetség Vörös listáján nem fenyegetett fajként szerepel.

## Külső hivatkozások
- Képek az interneten a fajról
- Xeno-canto